# Dear Myself
Dear Myself og efterfølgeren Dear Myself 2: World's End er en mangaserie i to bind fra 1998-1999 af Eiki Eiki. Serien er ikke oversat til dansk, men Egmont Manga & Anime har udsendt den på tysk og Digital Manga Publishing på engelsk. Dear Myself er den første manga af Eiki Eiki.
Serien handler om drengen Hirofumi Mizui, der efter næsten to år med amnesi en morgen atter vågner op som sit gamle jeg. Han må nu forsøge at finde ud af, hvad der er sket i den mellemliggende tid og lære drengen Daigo Furubayashi at kende, som hans andet jeg tilsyneladende har indledt er forhold til.

## Manga
Udover hovedhistorien indeholder World's End også de to bonushistorier Hvedebrødsdage og Far er 18. Førstnævnte er en crossover med en anden af Eiki Eiki's mangaer, Kiss som også er forbundet med Dear Myself-serien på anden vis, i det Hirofumis søster Chika og dennes kæreste Shigeru er bifigurer i Kiss.
| Bind | Titel       | Udgivet        | ISBN-nr.           |
| --- | ----------- | -------------- | ------------------ |
| 1 | Dear Myself | 1. januar 1998 | ISBN 4-403-66002-9 |
| Da drengen Hirofumi Mizui en morgen vågner op, bliver det klart for ham, at han i næsten to år har lidt af amnesi efter et trafikuheld. Hvad der er sket i de to år, husker han ikke og forstår ikke den ham nu ukendte Daigo Furubayashis opførsel. Men via et brev til sig selv bliver det klart, at Hirofumis andet jeg har involveret sig i et homoseksuelt forhold med Daigo, der imidlertid er plaget af selvmordstanker. |             |                |                    |
| 2 | World's End | 1. juni 1999   | ISBN 4-403-66017-7 |
| Fire år er gået. Hirofumi og Daigo er flyttet sammen, men forholdet er fustrerende, for Daigo vil ikke give mere slip på Hirofumi end allerhøjst nødvendigt. Hirofumi søger gentagne gange at undslippe, men han har en tendens til ende på hospitalet – og i armene på pigen Nanae Maeda. Men hvordan vil den stadig ustabile Daigo reagere? Hvedebrødsdage - Fumiya og Fumioto fra Kiss er på tur med klassen til Hawaii. Efter begivenhederne i Kiss er det nærmest deres bryllupsrejse, men kammeraten Shigeru vil forhindre den tilhørende bryllupsnat. Far er 18 - Den 20-årige dreng Chiharu får et mindre chok, da hans mor gifter sig med en ny mand, den kun 18-årige Noboru Daisawa. Og skønt Noboru er venlig, er han også temmelig påtrængende. |             |                |                    |

## Anmeldelser
Andrea Lipinski, School Library Journal, anbefalede Dear Myself til 10. klasses elever og opefter og beskrev den som "en tankevækkende historie for modne læsere".
Danielle Van Gorder, Mania Entertainment, bemærkede om World's End at Eiki Eikis kunstneriske styrke lå i hendes tegninger af øjne men følte at hovedpersonernes skiftende personligheder ikke fremstod naturlige, og at deres forhold skiftede fra at være sundt til at blive afhængig af hinanden.
Holly Ellingwood, Active Anime, nød den "lagdelte personudvikling" i World's End sammenlignet med andre yaoi-mangaer.
Jason Thompson, Manga: The Complete Guide, følte at World's End "nåede nye dybder i Eiki Eikis glorificering af sygelig opførsel."